# Tournoi pré-olympique de la CONCACAF 1964
Navigation
Mexico 1968
Le tournoi pré-olympique de la CONCACAF 1964 a eu pour but de désigner la nation qualifiée au sein de la zone Amérique du Nord, Amérique centrale et Caraïbes pour participer au tournoi final de football, disputé lors des Jeux olympiques de Tokyo en 1964.
La phase de qualification de la CONCACAF a eu lieu du 4 août 1963 au 20 mars 1964 et a permis au Mexique de se qualifier pour le tournoi olympique. Un tour préliminaire à élimination directe disputé en match aller-retour où la règle des buts marqués à l'extérieur n'est pas en vigueur a désigné le quatrième et dernier participant à une ronde finale dont le vainqueur s'est qualifié pour les Jeux à l'issue d'une compétition à match unique contre chacun des adversaires.

## Pays qualifiés
| Dates                          | Lieu    | Places | Qualifiés |
| ------------------------------ | ------- | ------ | --------- |
| du 4 août 1963 au 20 mars 1964 | Mexique | 1      | Mexique   |

## Format des qualifications
Dans le système à élimination directe avec des matches aller et retour, en cas d'égalité parfaite au score cumulé des deux rencontres, les mesures suivantes sont d'application :

- Nécessité d'un match d'appui disputé sur terrain neutre, et
- Organisation de prolongations et, au besoin, désignation du vainqueur par tirage au sort, si les deux équipes sont toujours à égalité au terme des prolongations du match d'appui, et
- La règle des buts marqués à l'extérieur n'est pas en vigueur.

Dans les phases de qualification en groupe disputées selon le système de championnat, en cas d’égalité de points de plusieurs équipes à l'issue de la dernière journée, les critères suivants sont appliqués dans l'ordre indiqué pour établir leur classement :

- Meilleure différence de buts,
- Plus grand nombre de buts marqués.

## Villes et stades
La phase finale désignant la nation participante au tournoi olympique s'est déroulée du 16 au 20 mars 1964 à Mexico au Mexique.
| \| Mexico \| |
| Mexico       |

| Mexico |

## Résultats des qualifications

### Tour préliminaire
| Équipe 1               | Résultat | Équipe 2            | Aller | Retour |
| ---------------------- | -------- | ------------------- | ----- | ------ |
| Antilles néerlandaises | 2 - 4    | Guyane néerlandaise | 2 - 1 | 0 - 3  |

#### Détail des rencontres
| 4 août 1963 | Antilles néerlandaises  | 2 - 1   | Guyane néerlandaise | Rifstadion Willemstad, Antilles néerlandaises |  |
|             | Alberts · Sillie (pén.) | (0 - 0) | Watson              |                                               |  |
|             | Rapport                 |         |                     |                                               |  |

| 13 octobre 1963 | Guyane néerlandaise                        | 3 - 0 | Antilles néerlandaises | Surinamestadion Paramaribo, Guyane néerlandaise         |                                                         |
| | Brammerloo (en) 29e · Haltman (en) 44e 75e | (2 - 0) |                        | Spectateurs : 10 000 Arbitrage : Benito Jackson Ascanio | Spectateurs : 10 000 Arbitrage : Benito Jackson Ascanio |
| | Rapport                                    | |                        | Spectateurs : 10 000 Arbitrage : Benito Jackson Ascanio | Spectateurs : 10 000 Arbitrage : Benito Jackson Ascanio |
| Schotsborg - Strok, Piqué, Swie Sang, Karsters - Krenten, Slijngaard - Griffith, Brammerloo (en), Watson, Haltman (en) | Équipes                                    | H. Richardson - Bodak, Meulens, J. Richardson, Pablo - W.M. de Lannoy, Sillie - Tielman, R. de Lannoy, Williams, Bradborg |                        | Spectateurs : 10 000 Arbitrage : Benito Jackson Ascanio | Spectateurs : 10 000 Arbitrage : Benito Jackson Ascanio |

### Tournoi final
La phase finale désignant la nation participante au tournoi olympique s'est déroulée à Mexico du 16 au 20 mars 1964.
| Rang | Équipe              | Pts | J | G | N | P | Bp | Bc | Diff |  | Résultats (▼ dom., ► ext.) |  |     |     |     |
| ---- | ------------------- | --- | - | - | - | - | -- | -- | ---- |  | -------------------------- |  | --- | --- | --- |
| 1    | Mexique             | 6   | 3 | 3 | 0 | 0 | 13 | 2  | +11  |  | Mexique                    |  | 6-0 | 2-1 | 5-1 |
| 2    | Guyane néerlandaise | 4   | 3 | 2 | 0 | 1 | 7  | 7  | 0    |  | Guyane néerlandaise        |  |     | 1-0 | 6-1 |
| 3    | États-Unis          | 2   | 3 | 1 | 0 | 2 | 5  | 5  | 0    |  | États-Unis                 |  |     |     | 4-2 |
| 4    | Panama              | 0   | 3 | 0 | 0 | 3 | 4  | 15 | -11  |  | Panama                     |  |     |     |     |

#### Détail des rencontres
| 1ère journée | Guyane néerlandaise | 1 - 0   | États-Unis | Estadio de la Ciudad Universitaria Mexico, Mexique      |                                                         |
| 16 mars 1964 | Kluivert 62e | (0 - 0) | | Spectateurs : 10 000 Arbitrage : Fernando Buergo Elcuaz | Spectateurs : 10 000 Arbitrage : Fernando Buergo Elcuaz |
| 16 mars 1964 | Rapport |         | | Spectateurs : 10 000 Arbitrage : Fernando Buergo Elcuaz | Spectateurs : 10 000 Arbitrage : Fernando Buergo Elcuaz |
| 16 mars 1964 | Schotsborg - Karsters, Piqué, Strok, Swie Sang - Slijngaard, Krenten - Kluivert, Haltman (en), Brammerloo (en), Grootfaam | Équipes | DeLong (en) - Krasij, Gansler, Watson - Bachmeier, Wostl, Eppy (en) - Getzinger (en), DeFort, McBride (en), Hausmann (en) | Spectateurs : 10 000 Arbitrage : Fernando Buergo Elcuaz | Spectateurs : 10 000 Arbitrage : Fernando Buergo Elcuaz |

| 16 mars 1964 | Mexique                                        | 5 - 1                                                                                             | Panama         | Estadio de la Ciudad Universitaria Mexico, Mexique |                             |
| | Ayala 9e 40e · Escalante 37e 51e · Padilla 57e | (3 - 0)                                                                                           | Tapia (en) 53e | Arbitrage : Juan Soto París                        | Arbitrage : Juan Soto París |
| | Rapport                                        |                                                                                                   |                | Arbitrage : Juan Soto París                        | Arbitrage : Juan Soto París |
| Mendoza - Gutiérrez (en), Ulibarri, Albert (en), Salas (es) - González, Ayala - Vázquez, Ibarreche (en), Escalante, Padilla | Équipes                                        | Hernández - Zambrano, Davis, García, Bazán - Díaz, Valderrama - Tapia (en), Ponce, Bunting , Peña |                | Arbitrage : Juan Soto París                        | Arbitrage : Juan Soto París |

| 2ème journée | États-Unis | 4 - 2   | Panama                                                                                                | Estadio de la Ciudad Universitaria Mexico, Mexique |                             |
| 18 mars 1964 | Schweinert 52e · Wostl 65e · Gentile (en) 72e 83e                                                                          | (0 - 1) | Díaz 43e · Sánchez 60e                                                                                | Arbitrage : Freddy Goedhart                        | Arbitrage : Freddy Goedhart |
| 18 mars 1964 | Rapport |         | | Arbitrage : Freddy Goedhart                        | Arbitrage : Freddy Goedhart |
| 18 mars 1964 | DeLong (en) - Krasij, Gansler, Watson, Wostl - Eppy (en), Bachmeier - Schweinert, McBride (en), Gentile (en), Wolanow (en) | Équipes | Hernández - Zambrano, Davis, García, Bazán - Díaz, Piggott - Santamaría, Tapia (en), Sánchez, Bunting | Arbitrage : Freddy Goedhart                        | Arbitrage : Freddy Goedhart |

| 18 mars 1964 | Mexique                                                        | 6 - 0 | Guyane néerlandaise | Estadio de la Ciudad Universitaria Mexico, Mexique |                                                  |
| | Padilla 47e 50e · Vázquez 52e · Fragoso 66e 69e · González 76e | (0 - 0) |                     | Spectateurs : 12 000 Arbitrage : Richard Glebner   | Spectateurs : 12 000 Arbitrage : Richard Glebner |
| | Rapport                                                        | |                     | Spectateurs : 12 000 Arbitrage : Richard Glebner   | Spectateurs : 12 000 Arbitrage : Richard Glebner |
| Mendoza - Gutiérrez (en), Ulibarri, Albert (en), Salas (es) - González, Ayala - Vázquez, Fragoso, Escalante, Padilla | Équipes                                                        | Tjon A Jong - Karsters, Strok, Kortram, Swie Sang - Slijngaard, Krenten - Kluivert, Haltman (en), Brammerloo (en), Grootfaam |                     | Spectateurs : 12 000 Arbitrage : Richard Glebner   | Spectateurs : 12 000 Arbitrage : Richard Glebner |

| 3ème journée | Mexique | 2 - 1   | États-Unis | Estadio de la Ciudad Universitaria Mexico, Mexique          |                                                             |
| 20 mars 1964 | Vázquez 4e · Padilla 59e                                                                                             | (1 - 0) | Gentile (en) 54e | Spectateurs : 10 000 Arbitrage : Aristóteles Aguilera Gómez | Spectateurs : 10 000 Arbitrage : Aristóteles Aguilera Gómez |
| 20 mars 1964 | Rapport |         | | Spectateurs : 10 000 Arbitrage : Aristóteles Aguilera Gómez | Spectateurs : 10 000 Arbitrage : Aristóteles Aguilera Gómez |
| 20 mars 1964 | Mendoza - Gutiérrez (en), Ulibarri, Albert (en), Salas (es) - González, Ayala - Vázquez, Fragoso, Escalante, Padilla | Équipes | DeLong (en) - Krasij, Gansler, Eppy (en), Watson - Bachmeier, Wostl - Schweinert, McBride (en), Gentile (en), DeFort | Spectateurs : 10 000 Arbitrage : Aristóteles Aguilera Gómez | Spectateurs : 10 000 Arbitrage : Aristóteles Aguilera Gómez |

| 20 mars 1964 | Guyane néerlandaise                                                          | 6 - 1                                                                                             | Panama             | Estadio de la Ciudad Universitaria Mexico, Mexique |                                        |
| | Kluivert 16e · Haltman (en) 20e · Brammerloo (en) 37e 77e · Waterval 48e 87e | (3 - 1)                                                                                           | Juan de Gracia 33e | Arbitrage : Jorge Mendez Montes de Oca             | Arbitrage : Jorge Mendez Montes de Oca |
| | Rapport                                                                      |                                                                                                   |                    | Arbitrage : Jorge Mendez Montes de Oca             | Arbitrage : Jorge Mendez Montes de Oca |
| Schotsborg - Karsters, Fernandes, Piqué, Swie Sang - Slijngaard, Krenten - Kluivert, Waterval, Haltman (en), Brammerloo (en) | Équipes                                                                      | Hernández - Zambrano, Del Cid, Ruiz, Davis - Díaz, Bazán - Romero, Tapia (en), de Gracia, Bunting |                    | Arbitrage : Jorge Mendez Montes de Oca             | Arbitrage : Jorge Mendez Montes de Oca |